# 明希瓦尔德
明希瓦尔德是德国莱茵兰-普法尔茨州的一个市镇。总面积1.46平方公里，总人口308人，其中男性146人，女性162人（2011年12月31日），人口密度211人/平方公里。